# چیکواند
چیکواند (به مجاری:  Csikvánd) یک شهرداری در مجارستان است که در ناحیه تت واقع شده‌است. چیکواند ۱۴٫۵۳ کیلومتر مربع مساحت و ۴۹۷ نفر جمعیت دارد.